# 김정학 (배우)
김정학(1972년 2월 16일 ~ )은 대한민국의 배우이다.

## 이력
1994년 연극배우로 데뷔하였고 이듬해인 1995년 SBS 특채로써 정식 연기자로 데뷔하였다. 대표작으로는 영화 《공공의 적》 등이 있다.

## 출연작

### 드라마
- 1995년 SBS 월화드라마 《모래시계》 ... 고교생 이종도 역
- 1995년 MBC 창작드라마 《칠갑산》
- 1997년 MBC 월화드라마 《의가형제》 ... 강릉병원 흉부외과 전공의 1년차 우상현 역
- 1997년 MBC 수목미니시리즈 《영웅신화》 ... 용수 역
- 2002년 MBC 수목미니시리즈 《현정아 사랑해》 ... 김민수 역
- 2004년 SBS 드라마 스페셜 《햇빛 쏟아지다》 ... 정상국 역
- 2004년 KBS1 TV소설 《그대는 별》 ... 김홍기 역
- 2005년 MBC 특별기획 주말드라마 《제5공화국》 ... 윤상원 역
- 2005년 SBS 아침연속극 《들꽃》 ... 박민규 역
- 2006년 KBS1 대하드라마 《서울 1945》 ... 최강욱 역
- 2006년 SBS 대하사극 《연개소문》 ... 신라 알천 역
- 2007년 MBC 특별기획 주말 드라마 《하얀거탑》 ... 법무법인 진영 의료전문 변호사 이재명 변호사 역
- 2007년 SBS 드라마스페셜 《완벽한 이웃을 만나는 법》 ... 차영재 역
- 2007년 MBC 주말연속극 《깍두기》 ... 이민기 역
- 2008년 KBS1 대하드라마 《대왕 세종》 ... 김문 역
- 2009년 MBC 월화 미니시리즈 《내조의 여왕》
- 2009년 tvN 드라마 《미세스타운 - 남자가 죽었다》
- 2010년 KBS2 수목드라마 《제빵왕 김탁구》 ... 윤승현 역
- 2011년 SBS 드라마스페셜 《싸인》 ... 박영준 역
- 2011년 MBC 수목미니시리즈 《로열 패밀리》 ... 조동민 역
- 2011년 SBS 드라마스페셜 《보스를 지켜라》 ... 안영삼 역
- 2012년 SBS 드라마스페셜 《부탁해요 캡틴》 ... 승무원을 성추행 한 남자 승객 역
- 2012년 MBC 대장경 천년 특별기획드라마 《무신》 ... 진표 역
- 2012년 tvN 일일드라마 《유리 가면》 ... 김준호 역
- 2013년 JTBC 월화미니시리즈 《무정도시》 ... 안 검사 역
- 2013년 SBS 월화드라마 《황금의 제국》 ... 신종호 역
- 2013년 MBC 수목미니시리즈 《메디컬 탑팀》 ... 성현재 역
- 2013년 KBS2 주말연속극 《왕가네 식구들》 ... 고용주 역
- 2014년 SBS 드라마 스페셜 《쓰리 데이즈》 ... 문성민 역
- 2014년 KBS2 수목드라마 《조선 총잡이》 ... 오경 역
- 2014년 KBS2 단막극 《KBS 드라마 스페셜 - 세 여자 가출소동》 ... 형사반장 역
- 2014년 OCN 토요드라마 《나쁜 녀석들》 ... 박창준 역
- 2014년 tvN 금토드라마 《미생》 ... 이석중 역
- 2014년 SBS 월화드라마 《비밀의 문》 ... 장휘량 역
- 2014년~2015년 MBC 주말특별기획 《전설의 마녀》 ... 검사 역
- 2015년 KBS1 대하드라마 《징비록》 ... 이원익 역
- 2015년 KBS2 주말드라마 《파랑새의 집》 ... 김상준 역
- 2015년 MBC 월화드라마 《화정》 ... 장만 역
- 2015년 SBS 월화드라마 《육룡이 나르샤》 ... 한 장군 역
- 2016년 SBS 주말드라마 《그래, 그런거야》 ... (특별출연)
- 2016년 MBC 일일드라마 《최고의 연인》 ... 장폴 역
- 2016년 SBS 드라마스페셜 《원티드》
- 2016년 JTBC 금토드라마 《솔로몬의 위증》
- 2016년 KBS2 월화드라마 《뷰티풀 마인드》
- 2017년 SBS 드라마스페셜 《사임당, 빛의 일기》 ... 좌의정 역
- 2017년 OCN 주말드라마 《터널》 ... 김완 역
- 2017년 MBC 월화드라마 《역적 : 백성을 훔친 도적》 ... 강 사또 역
- 2017년 KBS2 수목드라마 《7일의 왕비》 ... 조선 성종 역
- 2017년 MBC 월화드라마 《왕은 사랑한다》 ... 구형 역
- 2017년 OCN 주말드라마 《나쁜 녀석들 : 악의 도시》 ... 박창준 역
- 2017년 MBC 월화드라마 《투깝스》
- 2018년 JTBC 금토드라마 《미스티》
- 2018년 OCN 주말드라마 《작은 신의 아이들》 ... 천재인의 아버지 역
- 2018년 SBS 월화드라마 《키스 먼저 할까요》 ... 의사 역
- 2018년 JTBC 월화드라마 《미스 함무라비》 ... 권세중 부장판사 역
- 2018년 SBS 월화드라마 《친애하는 판사님께》 ... 국장 역
- 2019년 MBC 《어쩌다 발견한 하루》 ... 담임선생님 역
- 2019년 TV조선 일요드라마 《레버리지: 사기조작단》 ... 김민준 역
- 2020년 JTBC 금토드라마 《부부의 세계》 ... (특별출연)
- 2020년 TV조선 토일드라마 《바람과 구름과 비》 ... 좌의정 조두순 역
- 2020년 JTBC 화요드라마 《라이브온》 ... 호랑의 아버지 역 (특별출연)
- 2020년 tvN 수목드라마 《여신강림》 ... 오 이사 역
- 2021년 OCN 주말드라마 《키마이라》 ... 김영준 역
- 2023년 KBS2 대하드라마 《고려 거란 전쟁》...최항 역

### 영화
- 1996년 《맥주가 애인보다 좋은 일곱가지 이유》 ... 양호 역
- 1999년 《연풍연가》 ... 감동하 역
- 1999년 《텔 미 썸딩》 ... 이 형사 역
- 2001년 《번지 점프를 하다》 ... 차기석 역
- 2002년 《공공의 적》 ... 김 형사 역
- 2002년 《아 유 레디?》 ... 유강재 역
- 2002년 《해안선》 ... 김 상병 역
- 2004년 《빙우》 ... 이명근 역
- 2006년 《창공으로》 ... 한장호 역
- 2008년 《강철중》 ... 김 형사 역
- 2008년 《트럭》 ... 담당의사 역
- 2009년 《부산》 ... 변 사장 역
- 2010년 《용서는 없다》 ... 박 검사 역 (우정출연)
- 2011년 《오직 그대만》 ... 마 팀장 역
- 2012년 《간기남》 ... 감식과 형사 역 (우정출연)
- 2012년 《네모난원》 ... 이경민 역
- 2013년 《노브레싱》 ... 한 기자 역 (특별출연)

### MC
- 2014년 TV조선 《이것은 실화다》

### 라디오 프로그램
- 2015년 EBS FM 《EBS 책 읽는 라디오 낭독 시리즈》